# Tricia Liston
Pour les articles homonymes, voir Liston.
Tricia Liston est une joueuse de basket-ball américaine, née le 20 février 1992 à River Forest (Illinois), reconnue pour son adresse à trois points.

## Biographie
Son père Brian a joué au basket-ball à l'université Loyola de 1978 à 1982.

### Carrière universitaire
Au terme de ses quatre saisons à Duke, elle est reconnue pour son adresse à longue distance. Ses 1 664 pointssont le huitième meilleur total d'une joueuse à Duke, alors que ses 252 paniers à trois points avec une adresse de 45,9 % sont le record de l'université et le huitième pourcentage historique de la NCAA féminine. Son pourcentage à trois points culmine même à 47,2 % pendant le tournoi final NCAA et sont la troisième performance historique. Ses 549 tentatives à trois points et son adresse de 85,6 % aux lancers francs sont le second record de Duke.
Avec les Blue Devils, elle remporte du championnat de l'ACC, trois titres de saison régulière de l'ACC et son équipe accède trois fois à l'Elite Eight en quatre ans (120 victoires). Elle est l'une des 31 joueuses de Duke à dépasser les 1 000 points dès son année junior. Elle réussit trois double-double. En senior, elle inscrit 17,2 points, 5,2 rebonds, 1,6 passe décisive en moyenne.

## Équipe nationale
En 2013, elle remporte le Mondial universitaires à Kazan, son équipe étant invaincue en six rencontres disputées. Elle inscrit en moyenne 8,2 points, 3,0 rebonds et 1,0 passe décisive et réussit neuf paniers à trois points (42,9 % d'adresse), meilleur total de l'équipe américaine.

### WNBA
Elle est draftée en 12e position par le Lynx du Minnesota.
Elle remporte le titre WNBA 2015 avec le Lynx qui bat le Fever de l'Indiana 3 manches à 2.
Après une seconde saison à 3,4 points et 1,0 rebond, son contrat est rompu en avril 2016 alors que le Lynx engage son choix du second tour de la draft Bashaara Graves (10,3 points et 8,3 rebonds en senior avec Tennessee).

## Europe
Durant l'été 2014, elle signe pour le club italien de Cagliari pour son premier contrat à l'étranger. Après une année réussie en Italie (20,8 points et 6,2 rebonds par match), elle signe durant l'été 2015 avec le club espagnol d'Euroligue de Perfumerias Avenida Salamanque.

## Clubs

### NCAA
- 2010-2014 : Blue Devils de Duke

### WNBA
- 2014-2015 : Lynx du Minnesota

## Europe
- 2014-2015 :  CUS Cagliari
- 2015-2016 :  Avenida Salamanque
- 2016 :  KEB Bucheon

## Palmarès
- Championne WNBA 2015[3]

## Distinctions individuelles
- All-ACC second team (2013[2])